# أرشد العمري
أرشد العمري (1888 - 1978)، سياسي عراقي عاصر زمن العهد الملكي في العراق.
ولد في مدينة الموصل، وكان والده يشغل منصب المحافظ لها آنذاك.
اكمل دراسته في مجال الهندسة عام 1908 في إسطنبول زمن الدولة العثمانية، ومن أهم المشاريع الذي نفذها كمهندس قبل دخوله معترك السياسة كان اعمار المسجد الأقصى في القدس الذي أنجزهٌ في عهد السلطان عبد الحميد الثاني حيث اضطر أرشد العمري للعيش عدة سنوات في القدس حتى يكمل ذلك المشروع. وشغل منصب وزير الخارجية أصالة للفترة من 3 حزيران 1944 إلـى 25 آب 1945، كما شغل منصب رئيس الوزراء في العراق من 4 حزيران 1946 إلى 14 كانون الأول من نفس العام أي لمدة 6 أشهر. وشغل المنصب للمرة الثانية عام 1954. ومن المناصب الأخرى الذي شغلها العمري هو منصب وزير الدفاع عام 1948.
استقال من الحياة السياسية عام 1968 وتوفى في عام 1978 عن عمر يناهز 90 عاما. وكان لهُ ابنة اسمها سعاد العمري والتي تولت منصب مديرة الهلال الأحمر العراقي.